# Luis Alegre Zahonero
 (juillet 2024).
Luis Alegre Zahonero (né le 16 mars 1977 à Madrid) est un philosophe et écrivain espagnol, professeur à l'université complutense de Madrid et membre fondateur de Podemos.

## Biographie
Luis Alegre est chercheur et professeur de philosophie à l'université Complutense de Madrid. Il est un disciple de Carlos Fernández Liria, également professeur de philosophie à l'université, avec qui il a collaboré à plusieurs magazines et sites de médias alternatifs tels que El Viejo Topo, Viento Sur et Rebelion.org,,.
Alegre et Fernández Liria ont écrit plusieurs livres ensemble, notamment L'Ordre du Capital, qui a remporté le Prix Liberator pour la pensée critique en 2010. Ce prix, décerné par le ministère de la Culture du Venezuela, a récompensé les gagnants avec une somme de 150 000 dollars. Parmi les autres livres écrits par les deux hommes figurent l'Éducation à la citoyenneté, à la démocratie, au capitalisme et à l'État de droit ; Comprendre le Venezuela, penser démocratie ; Philosophie et citoyenneté ; Éducation éthico-civique ; et l'éducation à la citoyenneté,,,,.
En juin 2015, Alegre s'est vu attribuer la troisième place sur une liste des 50 homosexuels les plus influents d'Espagne, établie par La Otra Crónica d'El Mundo.

## Activité politique

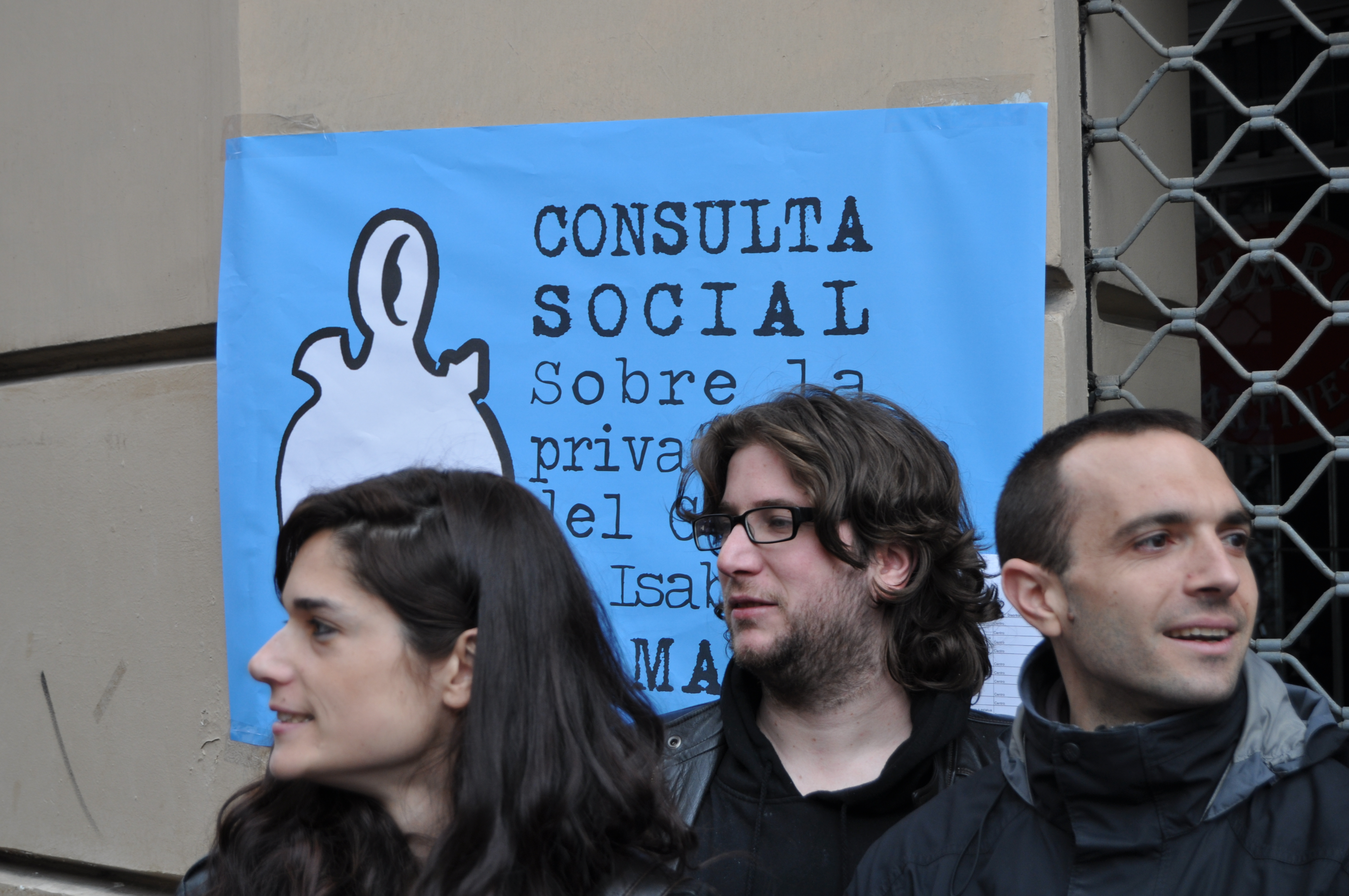
Les politiques Clara Serra, Miguel Urbán et Luis Alegre à Madrid, le 4 avril 2012, pour le mouvement de gauche anticapitaliste

Luis Alegre appartient depuis 1992 à diverses formations politiques de gauche. Il participe activement au mouvement étudiant contre la marchandisation de son université de 1999 à 2002. Il est membre du mouvement Espacio Alternativo, qui a ensuite conduit à Anticapitalistas.
Il a siégé au conseil exécutif de la Fondation Centre d'études politiques et sociales (Fondation CEPS). Plus tard, il est devenu responsable de la communication au sein de la direction de Podemos. Après les élections au Parlement européen de 2014, il a été élu coordinateur du groupe de travail qui a organisé l'Assemblée citoyenne "Oui, nous pouvons", tenue au Palacio Vistalegre, où il était l'un des cinq intervenants (avec Pablo Iglesias, Íñigo Errejón, Juan Carlos Monedero et Carolina Bescansa) parmi les membres fondateurs de Podemos. À l'issue de cette assemblée, Luis Alegre a été élu membre du Conseil citoyen et de l'Exécutif d'État du parti,,,.
En février 2015, il est élu secrétaire général du parti dans la Communauté de Madrid. Il annonce en novembre 2015 qu'il ne figurera pas sur la liste des candidats de Podemos aux prochaines élections législatives, préférant conserver son poste universitaire.